# Zweiband-Wiesenschwebfliege

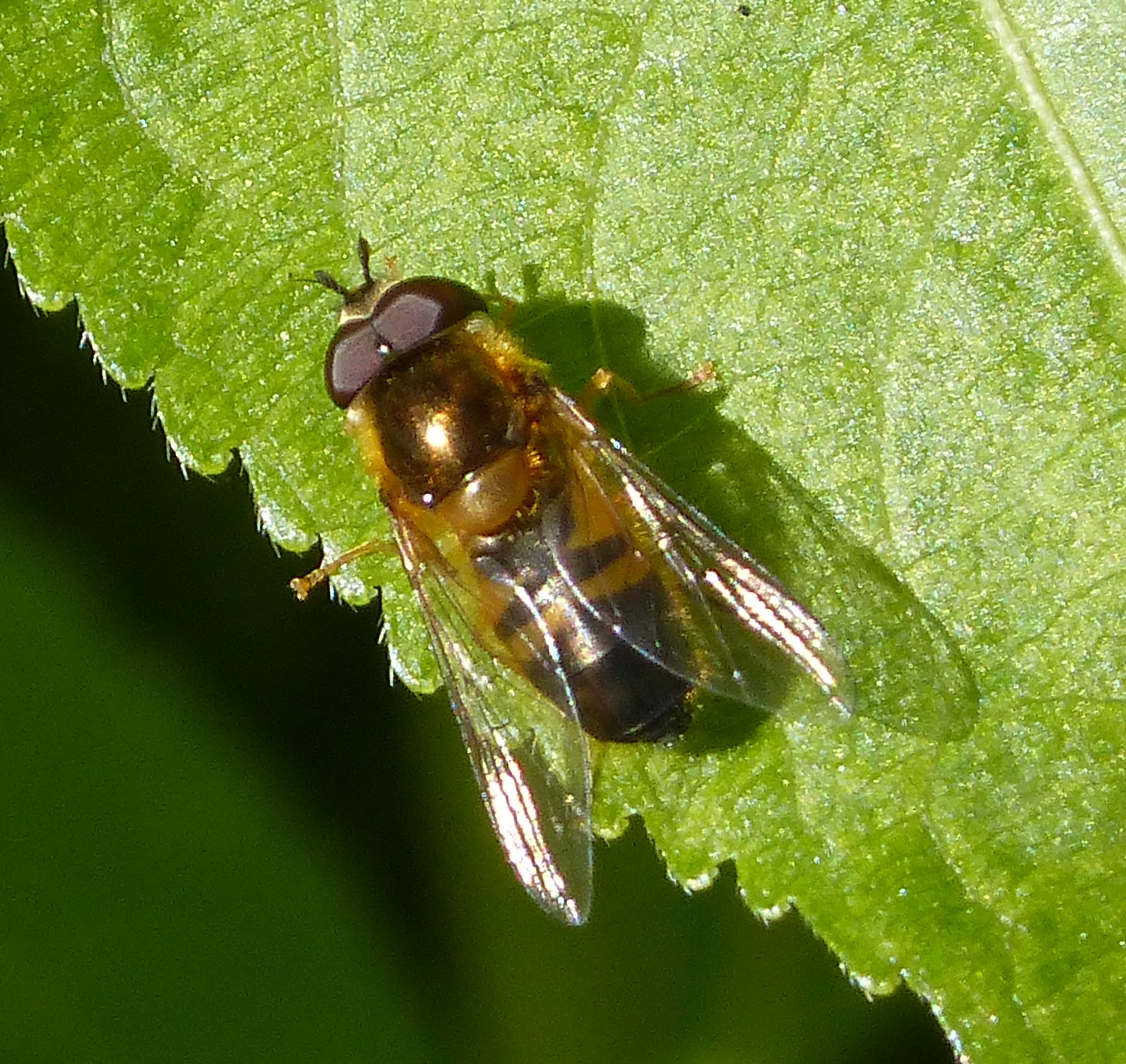
Männchen, Dorsalansicht

Die Zweiband-Wiesenschwebfliege (Epistrophe eligans) ist eine Fliege aus der Familie der Schwebfliegen (Syrphidae).

## Merkmale
Die Fliegen haben eine Körperlänge von 10–12 mm. Man erkennt sie an ihrer Hinterleibsfärbung, die aus einer gelben unterbrochenen Binde auf dem zweiten Segment sowie einer durchgehenden Binde auf dem dritten Segment besteht. Bei den Männchen berühren sich im Gegensatz zu den Weibchen die Augen. Die Männchen besitzen gewöhnlich eine geringere Gelbfärbung des Hinterleibs. Die Augen der Zweiband-Wiesenschwebfliege sind unbehaart. Das Mesonotum ist bronzefarben metallisch glänzend. Das Schildchen ist gelb behaart. Die Beine sind gelb, die hinteren Tarsen dunkelbraun.
Die abgeflachten Larven erreichen eine Länge von etwa 11 mm. Sie sind hellgrün oder hellbraun gefärbt und mit dunklen Pigmenten übersät. Mittig verläuft über ihre Oberseite ein heller Längsstreifen.

## Verbreitung
Die Art ist in Europa weit verbreitet. Im Osten reicht ihr Vorkommen bis nach Kleinasien und in den Kaukasus.

## Lebensweise
Die Flugzeit der adulten Fliegen dauert von März bis September. Am häufigsten beobachtet man sie im Mai. Die Art bevorzugt als Lebensraum sonnige Waldränder, Hecken und Gärten. Die Fliegen saugen den Nektar und fressen an den Pollen verschiedener Blütenpflanzen, darunter Rundblättrige Minze (Mentha suaveolens), Gelbgrüner Frauenmantel (Alchemilla xanthochlora), Wiesen-Kerbel (Anthriscus sylvestris), Schlehdorn (Prunus spinosa) und Weißdorne (Crataegus). Die Weibchen legen ihre Eier meistens in der Nähe von Blattlauskolonien ab. Die geschlüpften Larven ernähren sich von den Blattläusen. Sie gehen im dritten Larvenstadium, das sie nach kurzer Zeit erreichen, in eine Diapause (Ruhephase, in welcher die Larve gewöhnlich keine Nahrung aufnimmt) über, die bis ins Frühjahr des folgenden Jahres andauert. Erst dann verpuppt sich die Larve.

## Natürliche Feinde
Die Larven der Zweiband-Wiesenschwebfliege werden von Schlupfwespen der Unterfamilie Diplazontinae parasitiert.

## Bilder

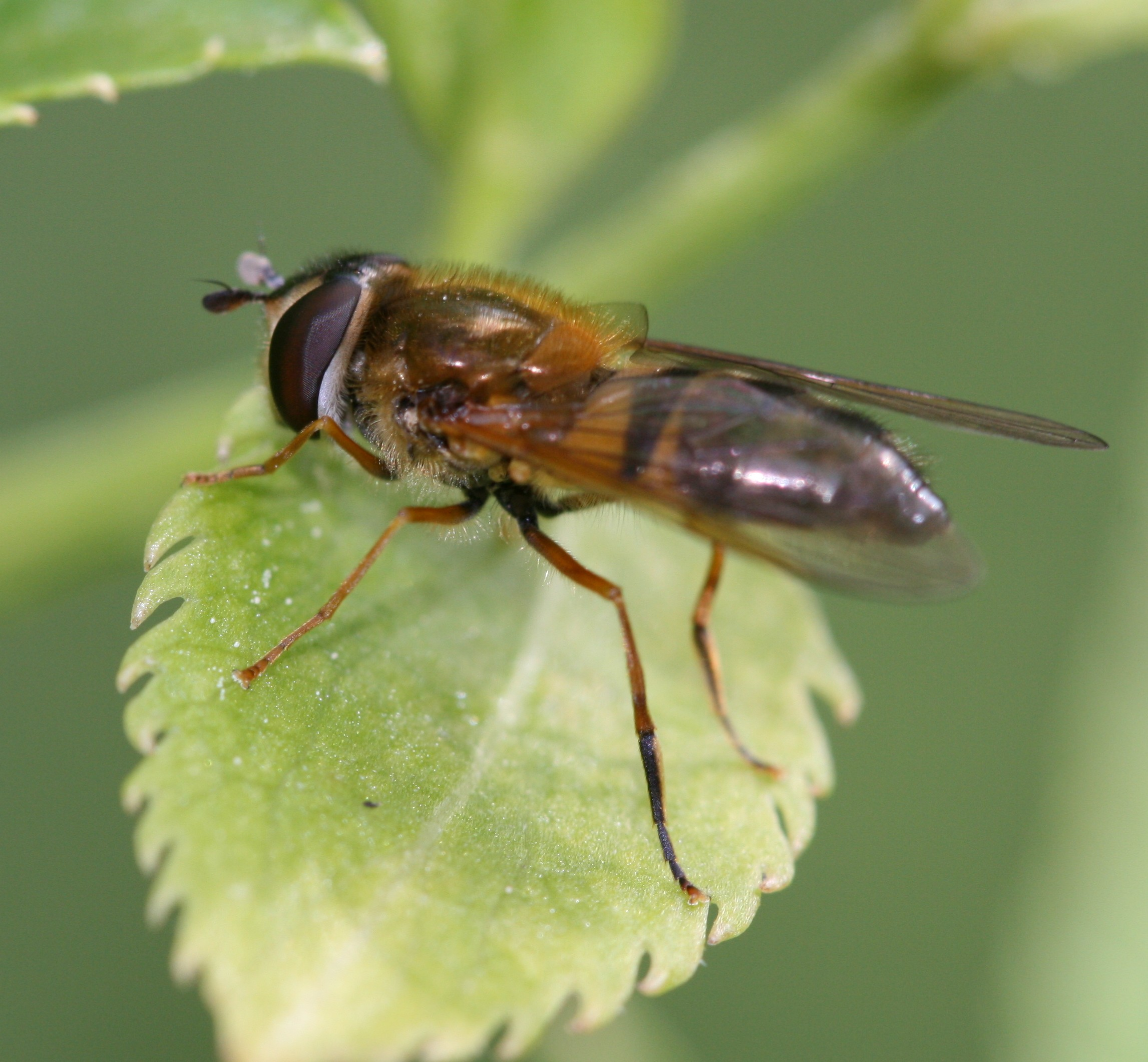
Weibchen, Seitenansicht
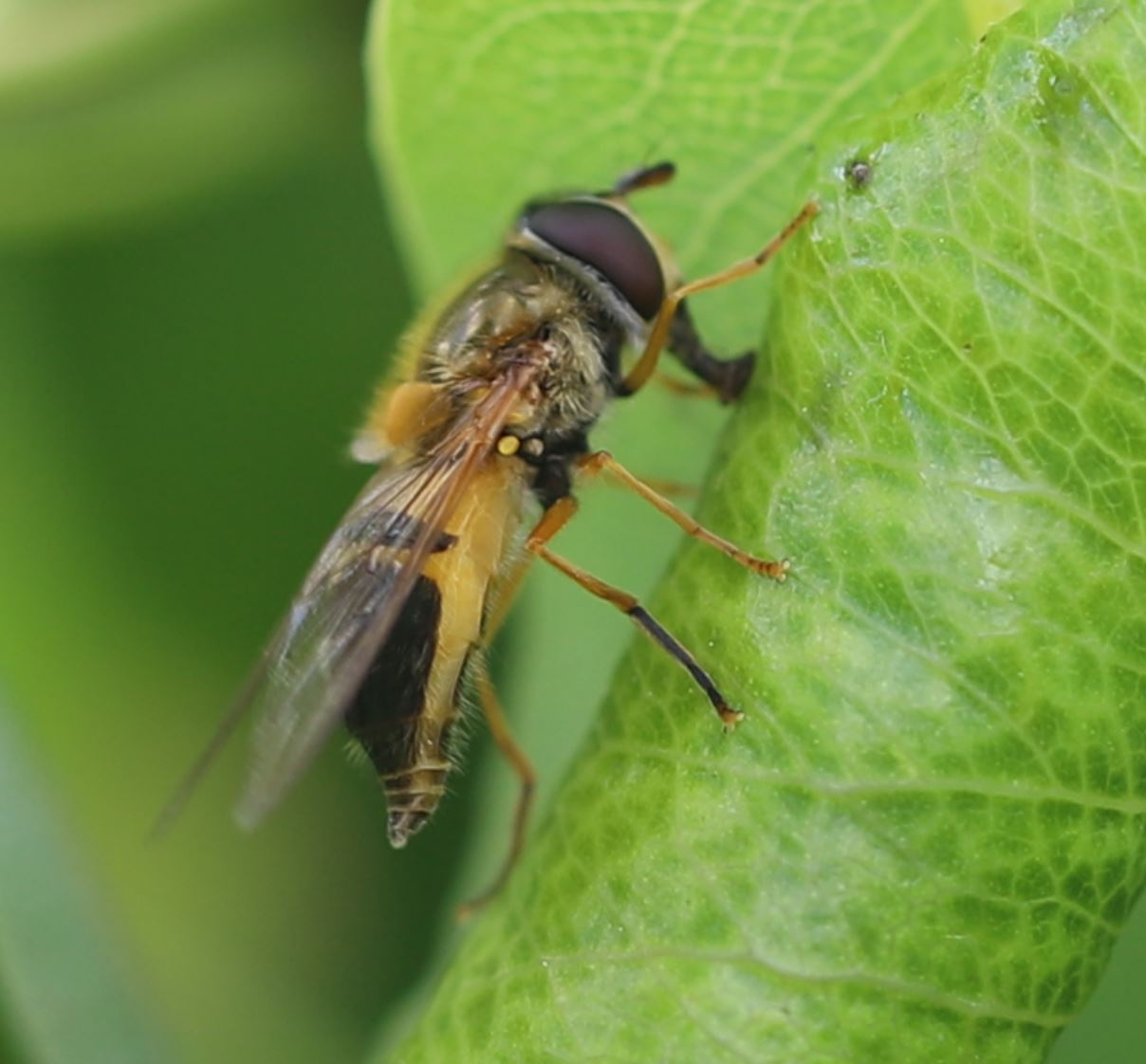
Weibchen mit Legeapparat
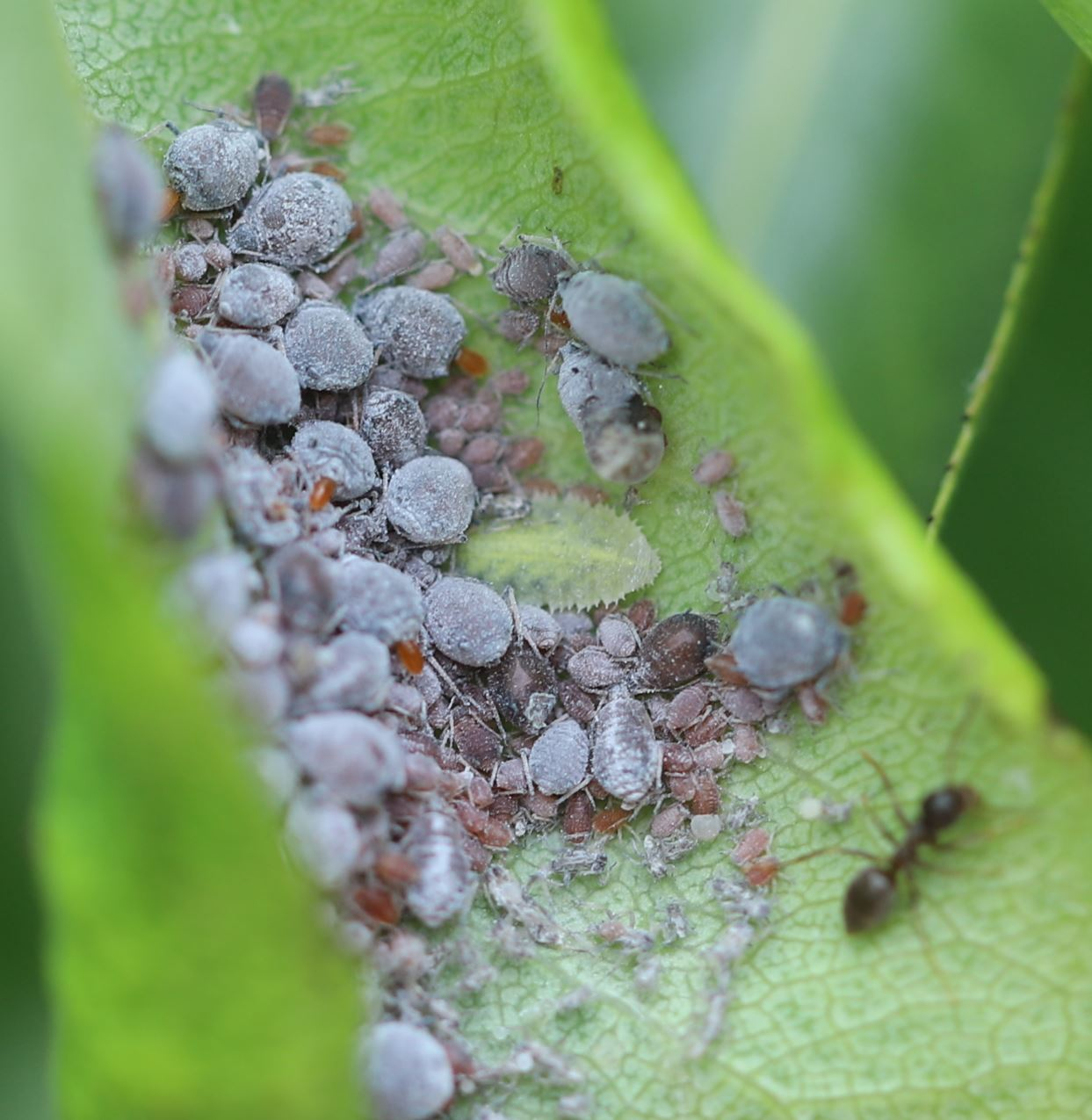
Larve in einer Blattlauskolonie
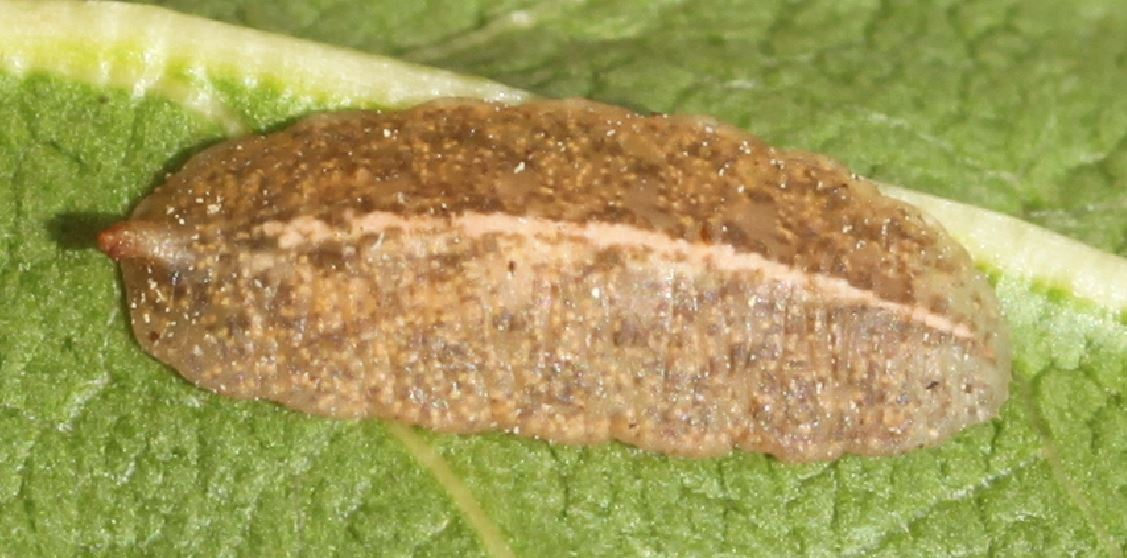
Larve, Dorsalansicht
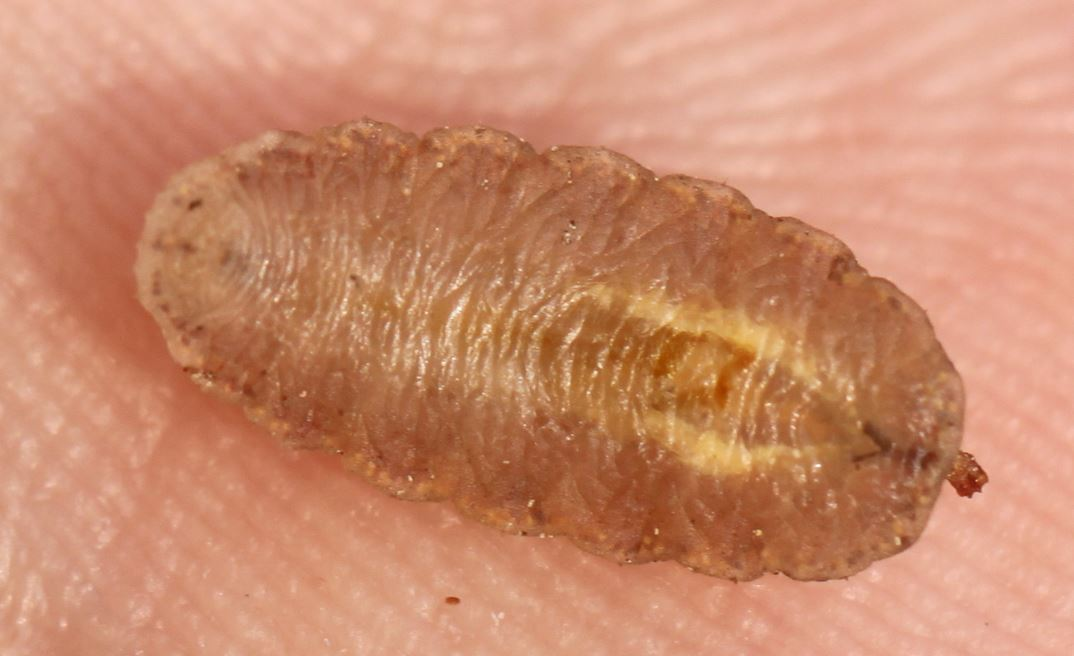
Larve, Ventralansicht